# Pyrisitia venusta
Pyrisitia venusta är en fjärilsart som först beskrevs av Jean Baptiste Boisduval 1836.  Pyrisitia venusta ingår i släktet Pyrisitia och familjen vitfjärilar. Inga underarter finns listade.